# Divion Communal Cemetery
Divion Communal Cemetery is een begraafplaats gelegen in de Franse plaats Divion (Pas-de-Calais). De militaire graven worden onderhouden door de Commonwealth War Graves Commission.
De begraafplaats telt 8 geïdentificeerde Gemenebest graven, waarvan 7 uit de Eerste Wereldoorlog en een uit de Tweede Wereldoorlog.